# Razvojna teorija
Razvojna teorija je nagomilavajuća ili kolektivna teorija o tome kako se poželjna promena u društvu najbolje postiže. Takve teorije oslanjaju se na različite društveno-naučne discipline i pristupe. U ovom članku, razmatra se više teorija, kao i nedavni događaji povezani sa ovim teorijama. U zavisnost od teorije koja se primenjuje, postoje različita objašnjenja o procesu razvoja i njihovoj nejednakosti.

## Teorija modernizacije
Teorija modernizacije koristi se za analizu u kom procesu modernizacije se društvo nalazi. Teorija razmatra koji aspekat zemalja je koristan, a koji predstavlja prepreku za ekonomski razvoj. Ideja je da pomoć u razvoju usmerena u tim konkretnim aspektima može da vodi modernizaciji tradicionalnih ili zaostalih društva. Naučnici različitih istraživačkih disciplina su doprineli teoriji modernizacije.

### Sociološka i antropološka teorija modernizacije
Najraniji principi teorije modernizacije mogu se izvesti od ideje napredka, u kojem se potvrđuje da ljudi mogu da razvijaju i menjaju svoje drušvo. Markiz de Kondorset je učestvovao u nastanku ove teorije. Ova teorija takođe tvrdi da tehnološki napredak i ekonomske promene mogu dovesto do promena u moralnim i kulturnim vrednostima. Francuski sociolog Emil Dirkem naglasio je međuzavisnost institucija u društvu i način na koji su u interakciji sa kulturim i društvenim jedinstvom. Njegovo delo "Podela rada u društvu" bilo je veoma uticajno. On opisuje kako se društveni poredak održava u društvu i način na koji primitivne zajednice mogu da pređu u naprednija društva. Drugi naučnici koji su doprineli razvoju teorije modernizacije su: Dejvid Apter koji se bavio istraživanjem političkog sistema i istorije demokratije; Simor Martin Lipset koji je tvrdio da ekonomski razvoj vodi socijalnim promenama koji imaju tenedenciju da vode demokratiji. Dejvid MekKlilend koji je pristupio medernizaciji sa psihološkog stanovišta svojom teorijom motivacije. Talkot Parsons koji je koristio svoj promenljiv obrazac da bi poredio zaostalost sa modernim.

### Faze linearnog modela rasta
Faze linearnog modela rasta su ekonomski model koji je inspirisan Maršalovim planom, koji se sprovodio radi revitalizacije evropske ekonomije nakon Drugog svetskog rata. Pretpostavlja da ekonomski rast može biti jedino postignut industrijalizacijom. Rast može biti ograničen od strane lokalnih institucija i društvenim stavovima, naročito ako ovi apekti utiču na stopu štednja i investicija. S obzirom da ograničenja ometaju ekonomski rast, smatra se da ovaj model može biti interni u društvu.
Prema linearnom modelu rasta, pravilno dizajnirano masovno ulaganje kapitala zajedno sa intervencijom javnog sektora vodilo bi ka industrializaciji i ekonomskom razvoju zemlje u razvoju.
Model faza razvoja po Rostovu su najpoznatiji primer za linearne faze modela rasta. Volt V. Rostov indentifikovao je pet faza kroz koje zemlje u razvoju moraju da prođu da bi dostigle napredan ekonomski status: 1. Tradicionalano društvo; 2. Preduslov za poletanje; 3. Poletanje; 4. Vožnja do zrelosti; 5. Godine visoke masovne potrošnje; On je tvrdio da bi ekonomski razvoj mogao biti vođen određenim jakim sektorima. Ta tvrdnja je suprotna u odnosu na, na primer, marksizam koji tvrdi da sektori treba da se jednako razvijaju. Prema Rostovom modelu, države treba da slede neka pravila kako bi dostigle poletanje: 1. Stopa investicija zemlje treba da bude najmanje 10% BDP-a; 2. Treba da se formira jedan od dva proizvodna sektora sa visokom stopom rasta; 3. Institucionalni, politički i socijalni okvir mora da postoji ili da se stvori kako bi se promovisalo širenje tih sektora.
Rostov model ima oziljne propuste, od kojih su najozbiljnije: 1. Model pretpostavlja da razvoj može biti postignut kroz osnovnu sekvencu faza koje su iste za sve zemlje, što je sumnjiva pretpostavka; 2. Model meri razvoj isključivo sredstvima uvećanja BDP-a po glavi stanovnika; 3. Model se fokusira na karakteristike razvoja, ali ne indentifikuje uzročne faktore koji vode razvoju. Kao takav, zanemaruje socijalne strukture koje moraju da budu prisutne za podsticanje razvoja.
Teorije ekonomske modernizacije, kao što su faze Rostovog modela, su jako inspirisane modelom Harod- Domar koji objašnjava na matematički način stope rasta u zemljama u pogledu stope štednje i produktivnosti kapitala. Uplitanje dražave često je smatrano neophodnim za uspešan razvoj teorije ekonomske modernizacije. Pol Rosenštajn-Rodan, Ragnar Nurkse i Kurt Mandelbaum tvrdili su da je model velikog udara u infrastrukturnim investicijama i planiranju neophodan za stimulaciju industrilizacije i da sam privatni sektor neće biti sposoban da obezbedi sredstva za to. Druga uticajna teorija modernizacije je model dvostrukog sektora po Arturu Levisu. U ovom modelu Levis objašnjava kako tradicionalno stagnirajući ruralni sektor je postepeno zamenjen modernom i dinamičnom proizvodnjom i uslužnom ekonomijom.
Zbog fokusa na potrebe za kapitalnim ulaganjima, linearne faze modela rasta ponekad pate od kapitalnog fundamentalizma.

### Kritike teorije modernizacije
Teorija modernizacije posmatra tradicije i već postojeće institucije zvane primitivna društva kao prepreke za savremeni ekonomski rast. Modernizacija koja je prisiljena spolja u društvu može izazvati nasilne i radikalne promene, ali prema teoretičarima modernizacije generalno je vredna posledica. Kritike upućene da su tradicionalna društva uništena izmiču modernoj formi siromaštva, bez stićanja obaćane prednosti modernizacije.

## Strukturalizam
Strukuturalizam je teorija razvoja koja se odnosi na strukturalne aspekte koji onemogućavaju ekonosmki rast zemalja u razvoju. Jedinica analize je ekonomije zemlje, koja se uglavnom bavila poljoprivredom, proizvodeći za sopstvene potrebe a koja se transformisala u moderno društvo koje se bavi indrustrijskom proizvodnjom i uslužnom delatnošću. Političko gledište koje proizilazi iz strukturalističkih razmišljanja se odnosi na veliki broj intervencija vlade u oblasti privrede u indistrijskom sektoru, poznat pod nazivom import supstitucija industrijalizacija (ISI).
Ova strukturna transformacija zemlje u razvoju se vrši u cilju stvaranja privrede čiji se krajnji cilj samoodrživi rast. To se jedino može postići u nedovoljno razvijenim zemljama koje izvoze primarne proizvode (poljoprivredne i rudarske proizvode) i usresređeni su na unutrašnji razvoj u cilju zaštite domaće privrede od uticaja razvijenih zemalja. Trgovina sa zemljama čija privreda je razvijenija svodi se na minimum podizanjem svih vrsta trgovinskih barijera i precenjivanjem domaćeg diviznog kursa; na ovaj način podstiče se proizvodnja domaćih proizvoda po ugledu na ranije uvezene industrijske proizvode. Logika ove strategije počiva na argumentu kojim se smatra da industrije u začetku nemaju proizvodni kapacitet i iskustvo da bi se mogle takmičiti sa stranim konkurentima i zato treba da budu zaštićene sve dok ne budu stekle mogućnost za nadmetanje na slobodnom tržištu. Prebiš-Singer hipotezom se smatra da tokom vremena uslovi trgovine robe bivaju pogoršani u odnosu na trgovinu industrijskih proizvoda, jer je elastičnost tražnje za industrijskim proizvodima veća. Ako se ova tvrdnja pokaže kao tačna, ide u korist primene ISI strategije.
Strukturalisti smatraju da je jedini način da dođe do razvoja zemalja trećeg sveta, pomoću uticaja stranih država. Zemlje trećeg sveta moraju da teže industrijalizaciji, da smanje svoju zavisnost trgovine sa zemljama prvog sveta kao i trgovinu sa drugim zemljama sličnim sebi.
Koreni strukturalizma potiču iz Južne Amerike, prvensteno Čilea. Raul Prebiš je 1950. godine otišao u Čile kako bi postao prvi direktor Ekonomske komisije za Latinsku Ameriku, gde je sarađivao sa Čelsom Furtadom, Anibalom Pintom, Osvaldom Sunkelom i Dadli Sirsom, koji su svi postali uticajni strukturalisti.

## Teorija zavisnosti
Teorija zavisnosti je u suštini nastavak strukturalističke misli i prati neke od njenih osnovnih ideja. Dok strukturalisti tvrde da razvoj uopšte ne bi bio moguć bez strategije izuzimanja i rigoroznog ISI, teoretičari zavisnosti tvrde da razvoj može da se postigne kroz formiranje spoljnih veza sa razvijenim delovima sveta. Ipak, ovakva vrsta razvoja smatra se ’zavisnim razvojem’, tj. ne postoji unutrašnja domaća dinamika u razvoju države, stoga ona je izuzetno ranjiva zbog ekonomskih kriza koje mogu da se dese na svetskom tržištu. Ideja zavisnosti kreće od predstave da se resursi kreću od ’perifernije’ siromašnih i nerazvijenih zemalja ka ’jezgru’ koje čine bogate zemlje, na taj način, što dovodi do akumulacije blaga u bogatim zemljama nauštrb siromašnih. Nasuprot teoriji modernizacije, teorija zavisnosti tvrdi ne prolaze sva društva kroz slične stadijume razvoja. Periferne zemlje imaju svoje jedinstvene karakteristike, strukture i institucije i posmatrane su kao slabije na svetskoj tržišnoj ekonomiji, dok razvijene države nikada nisu bile u njihovoj, kolonizovanoj poziciji u prošlosti. Teoretičari zavisnosti smatraju da će siromašne zemlje ostati siromašne dokle god ne smanje svoje veze sa svetskim tržištem.
Teorija zavisnosti kaže da siromašne zemlje obezbeđuju prirodne resurse i jeftinu radnu snagu, bez kojih razvijene zemlje ne bi imale životni standard koje uživaju. Kada nerazvijene zemlje pokušaju da se otrgnu od uticaja Jezgra, razvijene zemlje ih ometaju da bi zadržale kontrolu. To znači da siromaštvo zemalja u razvoju nije rezultat njihove dezintegracije u svetskom sistemu već načina na koji su integrisane u sistem.
Pored svojih strukturalističkih korena, teorija zavisnosti se dosta preklapa sa Neo-marksizmom i Teorijom svetskih sistema što se takođe vidi u radovima Imanuela Valerštajna poznatog teoretičara zavisnosti. Valerštajn odbija predstavu o postojanju Trećeg sveta, već tvrdi da postoji samo jedan svet koji je povezan ekonomskim odnosima (Teorija svetskih sistema). On tvrdi da taj sistem suštinski vodi do podele sveta na jezgro, polu-periferiju, periferiju. Jedan od rezultata ekspanzije svetskog sistema je komodifikacija stvari, kao što su prirodni resursi, radna snaga i međuljudski odnosi.

## Osnovne potrebe
Model osnovnih potreba prvi put je uvela Međunarodna organizacija rada 1976. godine kao odgovor na preovlađujuću modernizaciju i razvojne pristupe zasnovane na strukturalističkim idejama, koje nisu davale dovoljne rezultate u smislu olakšanja siromaštva i borbe protiv nejednakosti u zemljama u razvoju. Pokušao je da definiše apsolutni minimum resursa, potrebnih za dugotrajno fizičko blagostanje. Apsolutno siromaštvo koje proizilazi iz ovog je prihod koji treba ostvariti da bi se samo te osnovne potrebe zadovoljile. Ovaj pristup aplikovan je u sferi pomaganja razvoju, radi određivanja šta je potrebno društvu za opstanak, i šta je potrebno siromašnim opulacijama da pređu iznad linije apsolutnog siromaštva. Teorija osnovnih potreba se ne fokusira na investiranje u ekonomski produktivne aktivnosti. Osnovne potrebe koriste se kao indikator apsolutnog minimuma koji je osobi potreban da preživi.
Zastupnici ove teorije tvrde da je eliminacija apsolutnog siromaštva dobar način da ljudi postni aktivniji članovi društva, a tako bi lakše obezbedili rad te bi postali i konzumenti i štediše. Takođe postoje mnogi kritičari teorije osnovnih potreba. Nedostaje joj teoretične strogosti, praktične preciznosti, u konfliktu je sa politikom privrednog rasta i postoji rizik da zemlje u razvoju ostanu permanentno u tom stadijumu.

## Neoklasična teorija
Neoklasična razvojna teorija se koreni u svom prethodniku: klasičnoj ekonomiji. Klasična politička ekonomija je razvijena u XVIII i XIX veku i bavila se vrednostima proizvoda kao i proizvodnim faktorima od kojih zavisi. Prvi predstavnici bili su Adam Smit i David Rikardo. Klasični, kao i neoklasični ekonomisti bili su za slobodno tržište, i protiv intervencionizma na tim tržištima. ’Nevidljiva ruka’ Adama Smita osigurava da slobodna trgovina bude benefit za celokupno društvo. Džon Mejnard Kejns takođe je bio uticajni klasični ekonomista, napisao je Opštu teoriju zapošljavanja, koristi i novca 1936. godine.
Neoklasična razvojna teorija postala je popularna krajem 70-ih godina prošlog veka, pokrenuta izborom Margaret Tačer u Ujedinjenom Kraljevstvu i Ronalda Regana u SAD. Takođe, Svetska banka je prešla sa pristupa Osnovnih potreba na neoklasičan pristup 1980. godine. S’ početka 80-ih neoklasična razvojna teorija je počela stvarno da se primenjuje.

### Strukturno prilagođavanje
Jedna od implikacija teorije neoklasičnog razvoja za zemlje u razvoju su programi strukturalnog prilagođavanja (SAP), podržane od strane Svetske banke i Međunarodnog monetarnog fonda. Važni aspekti tih SAP programa uključuju principe kao što su:
- Mere štednje (smanjenje državne potrošnje)
- privatizacija (koja bi trebalo da poveća raspoloživi novac vladama i poboljša njihovu efikasnost i efektivnost finansijskog poslovanja firmi na kojima se sprovodi proces privatizacije)
- liberalizacija trgovine, devalvacija, ukidanje marketinškog odbora (u cilju povećanja postojeće komparativne prednosti zemlje u razvoju koju poseduje na svetskom tržištu)
- smanjenje ovlašćenja vlade i deregulacije (s ciljem stimulisanja slobodnog tržišta)

Ove mere se više ili manje ispoljavaju kao glavne smernice potvrđene od strane Instituta za međunarodnu ekonomiju koji su bili uvereni da su te mere bile potrebne za oporavak Latinske Amerike iz ekonomske i finansijske krize 80tih godina. Ove smernice su obuhvaćene i Vašinigtonskim konsenzusom čiji naziv je smislio Džon Vilijamson 1989. godine.

## Skorašnji trendovi

### Post-razvojna teorija
Post-razvojna teorija je škola mišljenja koja dovodi u pitanje ideju nacionalnog i ekonomskog razvoja. Prema post-razvojnim naučnicima, cilj poboljšanja životnog standarda oslanja se na proizvoljne tvrdnje kao na poželjnost i mogućnost tog cilja. Post-razvojna teorija nastala 80-ih i 90-ih godina dvadesetog veka.
Prema post-razvojnim teoretičarima ideja razvoja je samo mentalni sklop (Volfang Saks) koji je rezultirao u hijerarhiji razvijenih i nerazvijenih nacija, od kojih nerazvijene zemlje žele da budu kao razvijene. Razvojno mišljenje dominiralo je zapadom i veoma je etnocentrično prema Saksu. Zapadnjački način života ne mora biti ni realistički ni poželjni cilj svetske populacije, tvrde post-razvoji teoretičari. Razvoj se posmatra kao gubitak kulture jedne zemlje, percepcije ljudi o sebi i načina života. Madžid Rahnema drugi vodeći post-razvojni naučnik, tvrdi da su stvari kao pojmovi siromaštva veoma kulturno ugrađeni i mogu se dosta razlikovati među kulturama. Institucije, koje su zabrinute zbog nerazvijenosti, su veoma zapadnjaki orijentisane i pozivaju za šire kulturno učešće u razvoji mišljanja.
Post-razvojni predlog je vizija društva koja se uklanja sama od ideja koje trenutno dominiraju. Prema Arturu Eskobaru post-razvoj je zainteresovan umesto za lokalne kulture i znanja, za kritički pogled prema ustanovljenoj nauci i promocije lokalnih grasruts inicijativa. Takođe, post-razvojena teorija se zalaže za strukturalne promene kako bi postigla solidarnost, uzajamnost i veći angažman tradicionalnog znanja.

### Održivi razvoj
Održivi razvoj je razvoj koji zadovoljava potrebe sadašnjosti bez ograničavanja mogućnosti da buduće generacije zadovolje svoje potrebe. (Brundtland komisija) Postoji još definicija održivog razvoja ali je svima njima zajedničko da imaju veze sa raspoloživim kapacitetom Zemlje i njenim prirodnim sistemima kao i izazovima sa kojima se suočava čovečanstvo. Održivi razvoj se može podeliti na održivost životne sredine, ekonomsku održivost i društveno-političku održivost. Knjiga „Granice rasta”, napisana na zahtev Rimskog kluba, pružila je veliki zamah u pravcu održivosti. Pokret održivog razvoja naglašava probleme koji potiču od globalnog zagrevanja. Što je dovelo do sklapanja Protokola iz Kjota 1997. godine, s ciljem da ograniči emisije gasova staklene bašte.
Protivnici stavova održivog razvoja često ukazuju na Kuznjecovu krivu zaštite životne sredine. Ideja iza krive je da, kako privreda jedne zemelje raste ona se okreće većoj i zahtevnijoj proizvodnji.To znači da kako privreda zemlje raste, raste i njena emisija zagađenja, ali samo do određene tačke, gde produkcija troši manje resursa i postaje više održiva. To znači da je pro-rast, ne anti-rast politika potrebna da se reše problemi životne sredine. Ali postoje dokazi koji potvrđuju da je Kuznjecova kriva životne sredine veoma slaba. Takođe empirijski dokazi idu u prilog činjenici da ljudi imaju tendenciju da povećavaju tražnju za proizvodima kada su im prihodi veći. Možda su ti proizvodi proizvedeni na ekološki prihvatljiv način ali celokupna sagledana potrošnja negira ovaj efekat. Postoje ljudi među kojima je i Džulijan Simon koji tvrde da će budući tehnološki razvoj rešiti probleme u budućnosti

### Teorija ljudskog razvoja
Teorija ljudskog razvoja je teorija koja koristi ideje različitog porekla, kao što su ekologija, održivi razvoj, feminzam i ekonomika blagostanja. Želi da zaobiđe normativnu politiku i fokusira se na društvenom kapitalu i instrukcijskom kapitalu kao i njihovoj upotrebi u optimizaciji sveopšteg humanog kapitala ekonomiji.
Amartja Sen i Mahbub ul Hak su najpoznatiji teoretičari ljudskog razvoja. Senov rad fokusiran je na sposobnosti: šta ljudi mogu da urade i postanu. Zapravo te sposobnosti, pre nego prihod ili dobra koja dobijaju (kao što je navedeno u teoriji osnovnih potreba), određuju blagostanje. Ova ideja je suštinski temelj Indeksa ljudskog razvoja, meri napretka zasnovanoj na čoveku, započetog od strane UNDP i njihovih Izveštaja o ljudskom razvoju. Ekonomska strana Senovog rada može se najbolje svrstati pod ekonomiku blagostanja, koja evaluira uticaj ekonomske politike na blagostanje ljudi. Sen je napisao uticajnu knjigu ’Razvoj kao sloboda’ koja je dodala bitnu etičku stranu razvojnoj ekonomiji.

## Literatura
- M. P. Cowen and R. W. Shenton, Doctrines of Development, Routledge (1996),  978-0-415-12516-1.
- Peter W. Preston, Development Theory: An Introduction to the Analysis of Complex Change, Wiley-Blackwell (1996),  978-0-631-19555-9.
- Peter W. Preston, Rethinking Development, Routledge & Kegan Paul Books Ltd (1988),  978-0-7102-1263-4.
- Richard Peet with Elaine Hartwick, "Theories of Development", The Guilford Press (1999)  978-1-57230-489-5
- Walt Whitman Rostow, (1959), The stages of economic growth. The Economic History Review, 12: 1–16. . doi:10.1111/j.1468-0289.1959.tb01829.x. Недостаје или је празан параметар |title= (помоћ)
- Tourette, J. E. L. (1964), Technological change and equilibrium growth in the Harrod-Domar model. Kyklos, 17: 207–226. . doi:10.1111/j.1467-6435.1964.tb01832.x. Недостаје или је празан параметар |title= (помоћ)
- Durkheim, Emile. The Division of Labor in Society. Trans. Lewis A. Coser. New York: Free Press, 1997, pp. 39, 60, 108.
- John Rapley (2007), Understanding Development. Boulder, London: Lynne Rienner Publishers
- Meadows et al. (1972), The Limits to Growth, Universe Books,  978-0-87663-165-2
- Hunt, D. (1989), Economic Theories of Development: An Analysis of Competing Paradigms. London: Harvester Wheatsheaf
- Greig, A., D. Hulme and M. Turner (2007). "Challenging Global Inequality. Development Theory and Practice in the 21st century". Palgrave Macmillan, New York.